# Carlos Alberto Basílio de Oliveira
Carlos Alberto Basílio de Oliveira (Rio de Janeiro, 7 de julho de 1942) é um médico brasileiro.
Foi eleito membro da Academia Nacional de Medicina em 1997, ocupando a Cadeira 88, que tem Amadeu da Silva Fialho como patrono.